# Qowland
Qowland é uma cidade do Afeganistão, localizada na província de Balkh.